# Wong Fei Hung
Wong Fei-hung (Foshan, 9 juli 1847 – Kanton, 25 maart 1924) was een Chinees arts en vechtkunstenaar. In China wordt hij beschouwd als een volksheld. Hij was de zoon van Wong Kei-ying, een legendarische Kungfu en Wushu meester.
Door zijn onvermoeibare inspanningen om de zwakken te helpen in nood, heeft Wong Fei-hung in China een zeer goede reputatie. Zijn werk als arts en het feit dat hij veel mensen behandelde zonder betaling, heeft bijgedragen aan zijn reputatie.
Wong wordt ook vertegenwoordigd in voornamelijk kleine historische waarheid, in tal van Hongkong films als een ervaren martial artist die opkomt voor het recht van de gewone mensen, zoals in Once Upon a Time in China of Drunken Master.
Zijn vader leerde hem de martial arts (Hung Ga), ten behoeve van het volk. Zijn vader was een lid van een groep genaamd "De Tien tijgers van Kanton" en kwam op voor de armen en kwetsbaren.
In de Taoïstische Ancestral Temple van Foshan is een museum aan hem gewijd. Alle informatie over zijn werken en informatie over de geschiedenis is er te zien.